# Rastadzha
Rastadzha är en ort i Azerbajdzjan.   Den ligger i distriktet Ujar Rayonu, i den centrala delen av landet, 190 km väster om huvudstaden Baku. Rastadzha ligger 19 meter över havet och antalet invånare är 1 069.
Terrängen runt Rastadzha är platt, och sluttar söderut. Närmaste större samhälle är Geoktschai, 13,9 km norr om Rastadzha.
Trakten runt Rastadzha består till största delen av jordbruksmark. Runt Rastadzha är det ganska tätbefolkat, med 80 invånare per kvadratkilometer.